# 1632 Sieböhme
1632 Sieböhme este un asteroid din centura principală, descoperit pe 26 februarie 1941, de Karl Reinmuth.